# ياغو أبولادز
ياغو أبولادز (مواليد 16 أكتوبر 1997) هو لاعب جودو روسي، فاز بالميدالية الذهبية في وزن 60 كج في بطولة العالم 2021.

## وصلات خارجية
- ياغو أبولادز على موقع الفيدرالية الدولية للجودو (الإنجليزية)
- ياغو أبولادز على موقع JudoInside.com (الإنجليزية)
- ياغو أبولادز على موقع AllJudo.net (الفرنسية)